# Skallsjö distrikt
Skallsjö distrikt är ett distrikt i Lerums kommun och Västra Götalands län. 
Distriktet ligger öster om Lerum. 

## Tidigare administrativ tillhörighet
Distriktet inrättades 2016 och utgörs av socknen Skallsjö i Lerums kommun
Området motsvarar den omfattning Skallsjö församling hade vid årsskiftet 1999/2000.